# Paul Bocuse (rose)
ʽPaul Bocuse’ est un cultivar de rosier moderne obtenu en 1992 par le rosiériste français Dominique Massad pour la roseraie Guillot qui l'introduit au commerce en 1997. Il rend hommage au fameux chef français Paul Bocuse (1926-2018) et fait partie de la collection « Générosa ».

## Description
Ce rosier présente un buisson érigé pouvant atteindre 150 cm pour 120 cm de largeur. Il montre de grosses fleurs orange pâle abricot rappelant la forme des roses anciennes. Elles sont pleines (26-40 pétales) en coupe. Elles sont modérément parfumées, aux nuances légèrement fruitées. La floraison est remontante tout au long de la saison.
C'est un rosier qui résiste fort bien au froid rigoureux, jusqu'à -23,5° (zone de rusticité 5b à 10b), et supporte la chaleur estivale. 
Il est issu d'un croisement [semis non nommé × ʽGraham Thomas’ (Austin, 1983)] × ʽDavidoff’. Cette rose est devenue un grand succès des jardins contemporains.

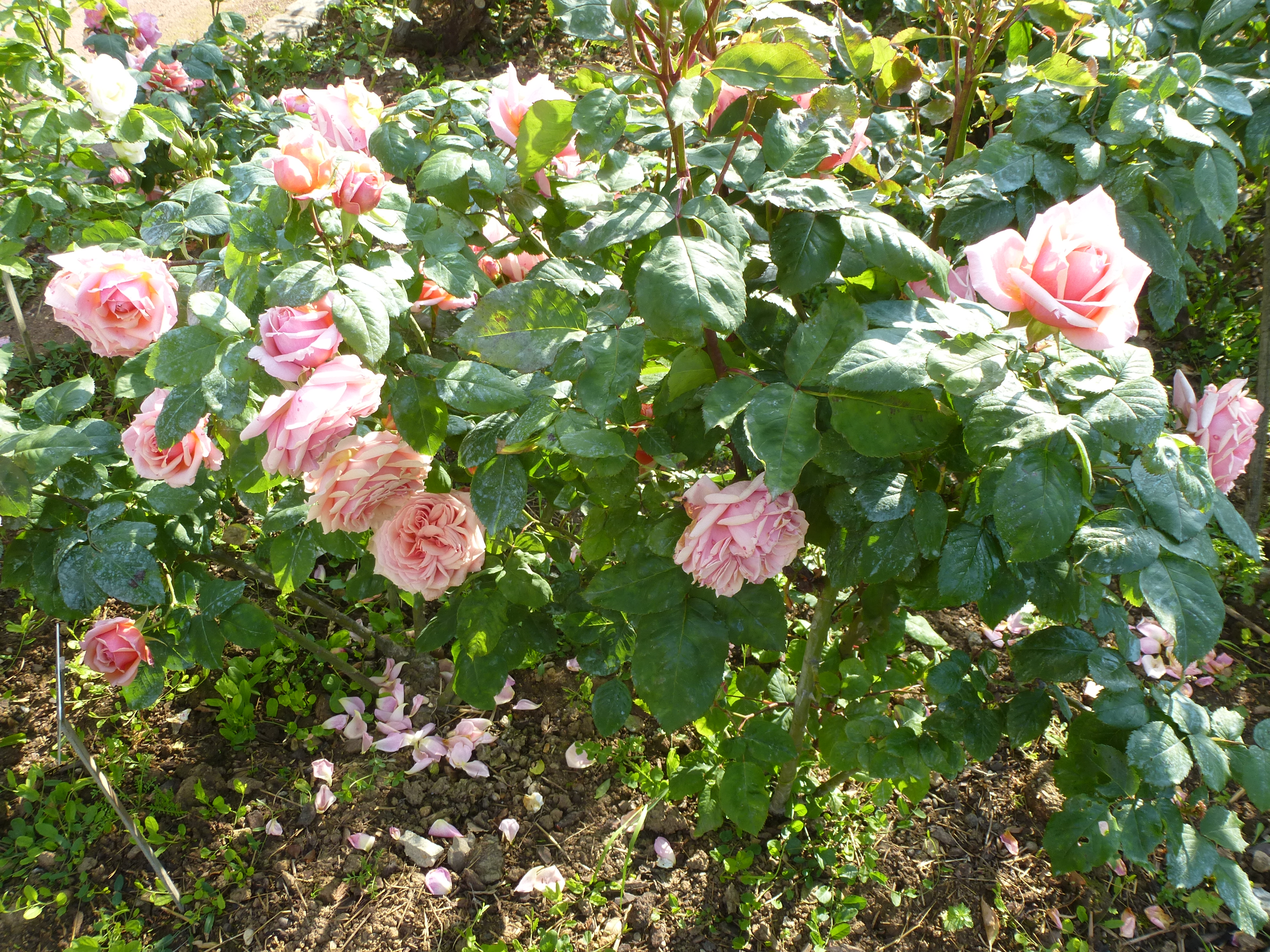
Buisson de ʽPaul Bocuse’ au jardin des Plantes de Paris.